# 가지노 사토시
가지노 사토시(일본어: 梶野 智, 1965년 11월 9일 ~ )는 일본의 전 축구 선수이다.

## 구단 경력
1988년 일본 사커 리그의 얀마 디젤(세레소 오사카)에 입단했다. 1994년 재팬 풋볼 리그 우승으로 J1리그로 승격했다. 1994년 천황배 준우승. 1997년까지 205경기에 출전하여, 6득점을 넣었다. 1998년 콘사돌레 삿포로로 이적했다. 1998년후 J2리그에 강등했다. 1999년후 현역 은퇴.